# San Lorenzo de Pentes
Pentes (llamada oficialmente San Lourenzo de Pentes) es una parroquia del municipio español de La Gudiña, en la provincia de Orense, Galicia.

## Toponimia
La parroquia también es conocida por el nombre de San Lorenzo de Pentes.

## Geografía
Cabe destacar su paisaje montañoso, donde se encuentran distintos tipos de árboles como pinos, robles o castaños. Sus montes además muestran una gran cantidad de caminos y rutas por los que se puede pasear o hacer senderismo. No hay que olvidar que por este pueblo pasa el Camino de Santiago. Estas verdes montañas están surcadas por dos ríos que pasan cerca del pueblo: el río Mente y el río Ribeiriña.
Antiguamente el pueblo estaba situado en otro núcleo urbano llamado A Xestosa, actualmente despoblado, pero del cual aún se pueden observar algunos restos.

## Organización territorial
La parroquia está formada por una entidad de población:
- San Lourenzo[7]

## Demografía
Gráfica demográfica del lugar de San Lourenzo y la parroquia de Pentes según el INE español:
| Gráfica de evolución demográfica de Pentes entre 2000 y 2022 |
|                                                              |
| Datos según el nomenclátor publicado por el INE.             |

## Economía
La agricultura es la principal actividad del lugar y se lleva a cabo en minifundios o pequeñas parcelas delimitadas de tierra. La maquinaria empleado son los tractores (alrededor de 7 en el pueblo), desbrozadoras, cosechadoras, empacadoras, etc., aunque también se utiliza fuerza animal y herramientas manuales como azadones, azuelas, hachas...
Los productos agrarios típicos de la zona son: la castaña (muy abundante y considerada una de las mejores de la comarca; varios tipos de frutas (manzanas, peras, higos, brevas, membrillos, pavía,cerezas...); patatas, maíz, centeno y otros cultivos hortícolas de menor extensión y relevancia.
En el pueblo hay una cantera que obtiene un tipo de piedra conocida como "verdidorada", utilizada en el revestimiento de fachadas o de cualquier tipo de construcción (como casetas o muros). Estas piedras se utilizan a menudo en el municipio local y vecinos, pero también ha sido exportada a otros lugares como Sevilla.